# Art Burris
Arthur C. «Art» Burris (Nashville, Tennessee; 7 de abril de 1924-Lebanon, Tennessee; 19 de septiembre de 1993) fue un jugador de baloncesto estadounidense que disputó dos temporadas en la NBA. Con 1,96 metros de estatura, jugaba en la posición de ala-pívot.

## Trayectoria deportiva

### Universidad
Jugó durante tres temporadas con los Volunteers de la Universidad de Tennessee, en las que promedió 9,5 puntos por partido. En su última temporada fue incluido en el mejor quinteto de la Southeastern Conference.

### Profesional
Fue elegido en la trigésimo segunda posición del Draft de la NBA de 1950 por Fort Wayne Pistons, donde en su primera temporada fue uno de los últimos hombres del banquillo, promediando 2,3 puntos y 3,2 rebotes por partido.
Mediada la temporada siguiente fue traspasado a los Milwaukee Hawks a cambio de Dike Eddleman, donde acabó la misma promediando 5,6 puntos y 4,2 rebotes por partido.

## Estadísticas de su carrera en la NBA

### Temporada regular
| Año     | Equipo     | PJ | MPP  | TC%  | TL%  | RPP | APP | PPP |
| ------- | ---------- | -- | ---- | ---- | ---- | --- | --- | --- |
| 1950–51 | Fort Wayne | 33 |      | .248 | .583 | 3.2 | .8  | 2.3 |
| 1951–52 | Fort Wayne | 29 | 8.4  | .240 | .583 | 1.7 | .4  | 1.5 |
| 1951–52 | Milwaukee  | 12 | 22.4 | .296 | .704 | 4.2 | 1.3 | 5.6 |
| Total   | Total      | 74 | 12.5 | .260 | .627 | 2.8 | .7  | 2.5 |